# Cinturó de l'Empordà
Il Cinturó de l'Empordá è una corsa a tappe maschile di ciclismo su strada che si svolge nella provincia di Girona in Spagna ogni anno nel mese di ottobre. Dal 2008 fa parte del calendario dell'UCI Europe Tour, classe 2.2, mentre in precedenza era inserito solamente nel calendario nazionale.

## Albo d'oro
Aggiornato all'edizione 2011.
| Anno | Vincitore         | Secondo            | Terzo                 |
| ---- | ----------------- | ------------------ | --------------------- |
| 2000 | Sergi Escobar     |                    |                       |
| 2001 | Didac Cuadros     |                    |                       |
| 2002 | Santiago Segú     |                    |                       |
| 2003 | Lars Teutenberg   | Jean-Luc Delpech   | Fabien Fraissignes    |
| 2004 | Rémi Pauriol      | Karl Zoetemelk     | Huub Duyn             |
| 2005 | Giovanni Báez     | Isaac Escola       | Dani Vancells         |
| 2006 | Rafael Rodríguez  | Loïc Herbreteau    | Ibon Zugasti          |
| 2007 | Gatis Smukulis    | Fabien Fraissignes | Sébastian Fournet     |
| 2008 | Luca Zanasca      | Antonio Olmo       | Mikel Nieve           |
| 2009 | Francisco Ventoso | Ibon Zugasti       | Emanuele Sella        |
| 2010 | José Herrada      | Moisés Dueñas      | José Vicente García   |
| 2011 | Paul Voss         | Julen Antomarchi   | Adrián Sáez de Arregi |
| 2012 | non disputato     | non disputato      | non disputato         |
| 2013 |                   |                    |                       |